# Украинские поговорки, пословицы и так далее
Украинские поговорки, пословицы и так далее (укр. Українські приказки, прислів'я і таке інше) — сборник украинских поговорок, пословиц, загадок, упорядоченный Матвеем Номисом в 1861 году, впервые издан в 1864 году.

## Описание
Сборник содержит 14,5 тысяч поговорок, пословиц и загадок. Этот сборник устного народного творчества имел важное значение для становления национального самосознания и самобытности украинского народа, который на то время не имел государственности и находился под властью империй. И до сегодняшнего дня книга остаётся признанным кладезем украинского народного творчества этого жанра.
Целью написания этого сборника было «сберечь для потомков рассказы бывалых, старосветских людей, интересные факты из прошлого разных украинских сословий и тем самым способствовать развитию национального самосознания». Поговорки и пословицы, вошедшие в сборник, охватывают самые разные сферы жизни, обычаев, верований украинского народа.
Полное название, обозначенное Номисом — «Українські приказки, прислів'я и таке инше. Збірники О. Марковича и других. Спорудив М. Номис» (Украинские поговорки, пословицы и так далее. Сборники О. Марковича и других. Соорудил Н. Номис), где Номис отмечает сотрудничество в создании сборника с Опанасом Маркевичем и целым кругом украинских культурных деятелей, свою же фамилию спрятав под псевдонимом-анаграммой. Кроме Маркевича, Номису записывали и присылали паремии В. Коховский, В. Косовцов, М. Белозерский, К. Шейковский, С. Руданский, А. Свидницкий, А. Лазаревский, П. Огиевский, Г. Залюбовский, А. Конисский, П. Ефименко, М. Левченко, А. Шиманов, М. Загорская, Д. Стороженко, Д. Каменецкий. Таким образом, к созданию книги присоединились едва ли не все украинские культурные деятели того времени.
Эмсским указом 1876 года, запрещающим украинское слово, этот сборник вместе с другими памятниками украинской культуры был запрещён.
В 1909 году литературовед Михаил Возняк нашёл и опубликовал в «Записках научного общества имени Шевченко» образцы паремий, изъятые цензурой в первом издании. В 1920-х годах фольклорист и этнограф Андрей Лобода переиздал сборник тиражом 150 эксземляров. Из-за причисления впоследствии М. Номиса к буржуазным деятелям, в советской Украине сборник не переиздавался. Только с марта 1991 года журнал «Київ» начал выпуск текстов частями из сборника Номиса. За рубежом, к 120-летию выхода сборника в свет, он был переиздан в 1985 году по инициативе и на средства Владыки Мстислава.
При независимой Украине сборник был дважды опубликован издательством «Либідь»: в 1993 году им была начата серия «Литературные памятники Украины», а также он был переиздан в 2004 году в серии «Памятники исторической мысли Украины».

## Издание
- Українські приказки, прислів'я і таке інше: зб. О. В. Марковича та ін. / спорудив М. Номис;— СПб. : В друк. Тиблена і комп. И. Куліша, 1864. (также издание в Google Play Books)
- Українські приказки, прислів'я і таке інше Архивировано 23 марта 2016 года.: Уклав М. Номис / упоряд., приміт. та вступна ст. М. М. Пазяка. — К.: Либідь, 1993. — 768 с. («Літературні пам'ятки України»). — К.: Либідь, 2004. — 352 с. («Пам'ятки історичної думки України»).